# Liste der Monuments historiques in Méry-Prémecy
Die Liste der Monuments historiques in Méry-Prémecy führt die Monuments historiques in der französischen Gemeinde Méry-Prémecy auf.

## Liste der Objekte
| Bezeichnung                                                | Beschreibung                          | Standort                                 | Kennzeichnung | Schutzstatus | Datum | Bild |
| ---------------------------------------------------------- | ------------------------------------- | ---------------------------------------- | ------------- | ------------ | ----- | ---- |
| Sessel (1)                                                 | Holz, 18. Jahrhundert                 | Prémecy, in der Kirche St-Nicaise (Lage) | PM51000551    | Classé       | 1980  |      |
| Sockel eines Kruzifixes                                    | Holz, 18. Jahrhundert                 | Prémecy, in der Kirche St-Nicaise (Lage) | PM51003003    | Inscrit      | 1980  |      |
| Sessel (2)                                                 | Holz, Stoff, 18. Jahrhundert          | Prémecy, in der Kirche St-Nicaise (Lage) | PM51003001    | Inscrit      | 1980  |      |
| Gemälde Gottvater und der heilige Geist, umgeben von Putti | Ölfarbe auf Leinwand, 18. Jahrhundert | Prémecy, in der Kirche St-Nicaise (Lage) | PM51003002    | Inscrit      | 1980  |      |